# Tipula latemarginata
Tipula latemarginata är en tvåvingeart. Tipula latemarginata ingår i släktet Tipula och familjen storharkrankar.

## Underarter
Arten delas in i följande underarter:
- T. l. latemarginata
- T. l. platyspatha